# Gymnázium Dačice
Gymnázium Dačice je veřejné gymnázium poskytující všeobecné středoškolské vzdělání ve čtyřletém a osmiletém oboru. Název školy je Gymnázium, Dačice, Boženy Němcové 213.

## Historie
Dekretem ministerstva školství a osvěty byla od 1. září 1953 v Dačicích zřízena jedenáctiletá škola s osmi postupnými ročníky základního, povinného vzdělání a třemi ročníky výběrovými. Jejím ředitelem byl jmenován dr. Bohuslav Vašek, dosavadní učitel střední školy v Jemnici. Škola byla umístěná v současné ZŠ v ulici Komenského. Ihned po zřízení této střední školy bylo zahájeno jednání o potřebě novostavby školy a bylo rozhodnuto začít se stavbou v roce 1958 - v první etapě třídy, v druhé etapě tělocvična, jídelna a družina. K zahájení 1. etapy výstavby dvou jednoposchoďových pavilónů s 19 učebnami došlo 1. července 1959. Druhá etapa byla odsunuta do dalšího pětiletého plánu po roce 1965.
27. srpna 1961 byla otevřena nová škola v ulici Boženy Němcové, kam se přestěhovala SVVŠ a nově zřízena ZDŠ.
Od 1. září 1968 začal 1. ročník studovat podle osnov pro čtyřletá gymnázia, v červnu 1972 maturovali poprvé studenti čtyřletého gymnázia. 3. listopadu 1970 byla zahájena 2. etapa plánované výstavby areálu v nákladu 15 miliónů Kčs. V roce 1972 byly dokončeny bytové jednotky pro školské pracovníky, v roce 1973 byl k zahájení školního roku předán pavilón s třídami a školní jídelnou, o rok později pavilon se dvěma tělocvičnami.
Ve školním roce 1990/91 došlo k otevření primy osmiletého gymnázia. Od října 1993 získala škola právní subjektivitu a v roce 1996 bylo gymnázium zařazeno MŠMT do sítě středních škol. V roce 2005 došlo k rozdělení základní školy a gymnázia.

## Současnost
V současné době (2024) je zřizovatelem školy Jihočeský kraj, žáci studují ve 12 třídách – 8 tříd osmiletého a 4 třídy čtyřletého denního studia, počet studentů se pohybuje okolo 250.
Škola má webové stránky a internetovou televizi G-ONE.

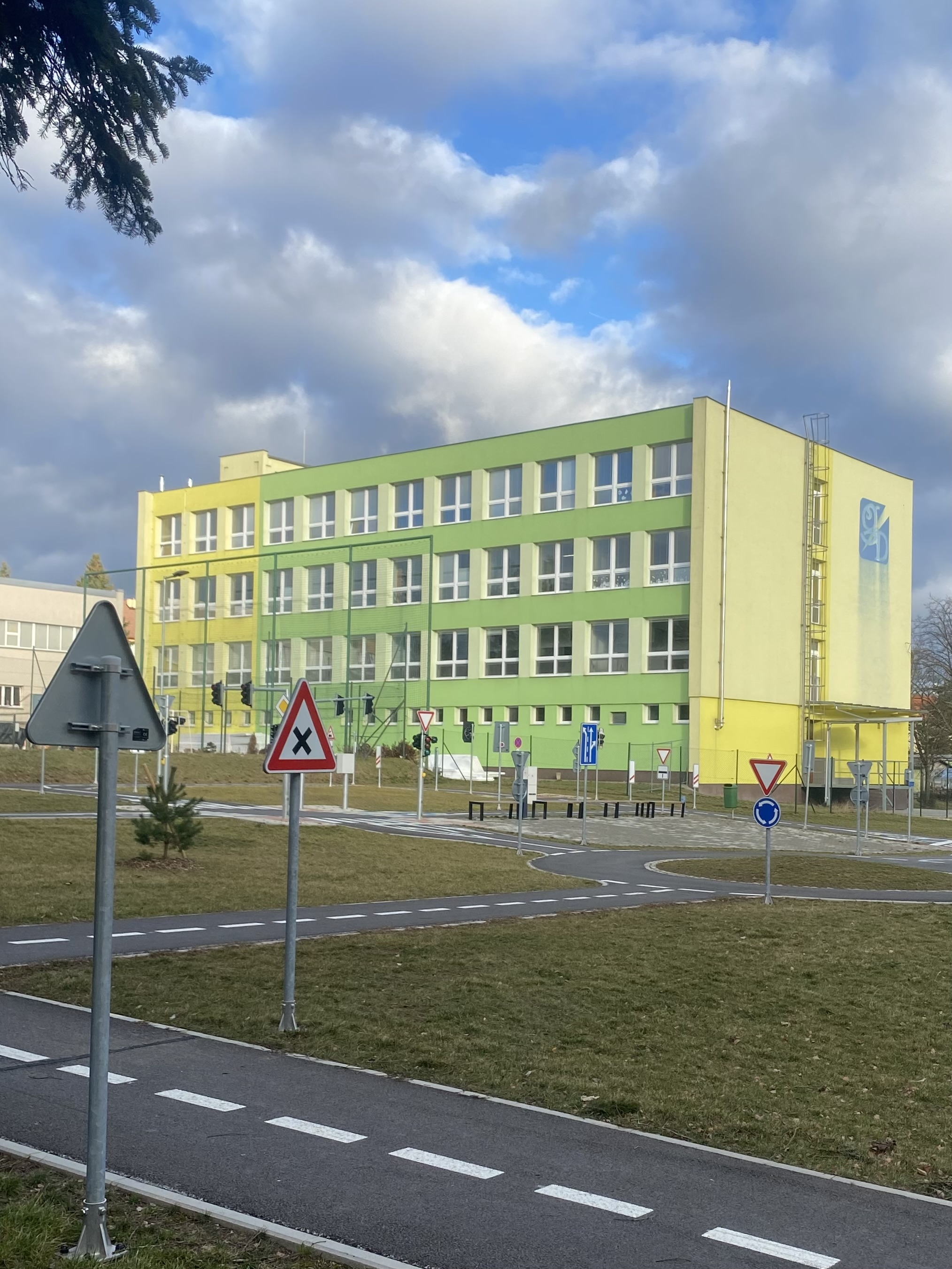
Gymnázium Dačice – hlavní budova